# Província de Natal

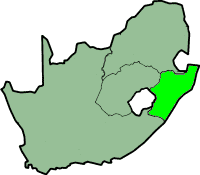
Localização

Natal foi uma província da África do Sul de 1910 a 1994. A Província de Natal incluía o bantustão de KwaZulu. A Província de Natal foi a única província a votar não à criação de uma república no referendo Sul-Africano de 1960.
Durante quase dez anos, a província existiu num estado de violência que só acabou com as primeiras eleições democráticas em 1994.
Toda a Província de Natal tornou-se a Província KwaZulu-Natal em 1994, seguindo-se a reincorporação do Bantustão KwaZulu.